# Torpederas de primera clase Yarrow
Las Torpederas de primera clase Yarrow, fueron una tanda de seis buques torpederos encargados por la Armada Argentina en 1890 a un costo de £ 12.600 cada uno.

Su construcción fue contratada con el astillero Yarrow & Co., ubicado en la localidad inglesa de Poplar. Los buques fueron bautizados:
- ARA Bouchard, traído al país en 1890 por tripulación inglesa contratada al efecto.
- ARA Bathurst, llegado al país en 1892 luego de una problemática travesía.
- ARA Jorge, llegado al país en 1890.
- ARA King, llegado al país en 1892 y posteriormente rebautizado Refouleur.
- ARA Pinedo, llegado al país en 1891.
- ARA Thorne, llegado al país en 1892 se plegó a la Revolución de 1893 tomando partida por los revolucionarios, motivo por el cual sufrió sendas averías que la dejaron inutilizada hasta su completa reparación en 1900.

Su armamento consistía en dos cañones de tiro rápido Nordenfeldt de 47 mm, una ametralladora Nordenfeldt de dos cañones de 25 mm y tres tubos lanzatorpedos de 14 pulgadas.

Fueron compradas teniendo en cuenta un hipotético conflicto con Chile, por lo que luego de la firma de los Pactos de Mayo de 1902 pasaron a tener una discreta actividad, siendo finalmente desguazadas en la década de 1920.